# Arroyo Colorado, Atzalan
Arroyo Colorado är en ort i Mexiko.   Den ligger i kommunen Atzalan och delstaten Veracruz, i den sydöstra delen av landet, 200 km öster om huvudstaden Mexico City. Arroyo Colorado ligger 829 meter över havet och antalet invånare är 246.
Terrängen runt Arroyo Colorado är huvudsakligen kuperad, men åt sydväst är den bergig. Runt Arroyo Colorado är det ganska tätbefolkat, med 93 invånare per kvadratkilometer. Närmaste större samhälle är Teziutlan, 14,6 km sydväst om Arroyo Colorado. I omgivningarna runt Arroyo Colorado växer i huvudsak städsegrön lövskog.